# Vanilla tahitensis
Espèce
Classification phylogénétique
Vanilla tahitensis est une espèce de plantes à fleurs de la famille des Orchidaceae. C'est une orchidée qui produit la vanille de Tahiti. Longtemps considérée comme un croisement entre Vanilla planifolia et Vanilla pompona, elle serait plutôt un hybride entre Vanilla planifolia et une autre espèce proche de Vanilla odorata,.

## Production
Cette espèce moins utilisée jusqu'au début des années 2000 (5 tonnes produites en 1999) a été à nouveau en forte croissance jusqu'en 2012, mais a décliné à nouveau à partir de 2013 (38 tonnes produites en 2013, 23 tonnes en 2014 mais seulement 12 tonnes en 2015). L'objectif ambitieux de 100 tonnes de vanille préparées en 2016 avec le plan de relance de la production mis en place en septembre 2013 ne portera, au mieux, ses fruits qu'à l'horizon 2025. La production de vanille préparée pour fin 2020 est estimée à environ 8 tonnes selon la récolte en cours à mi-juillet 2020. La vanille de Tahiti est reconnue[Par qui ?] comme plus odorante et plus fruitée que la vanille Bourbon (Vanilla planifolia). Avant les années 1960, Tahiti produisait plus de 200 tonnes de Vanilla × tahitensis par an. La demande mondiale pour cette vanille est supérieure à 50 tonnes par an et restera encore insatisfaite pendant plusieurs années.
Elle est essentiellement cultivée dans les îles Sous-le-Vent (Raiatea, Tahaa  et Huahine).

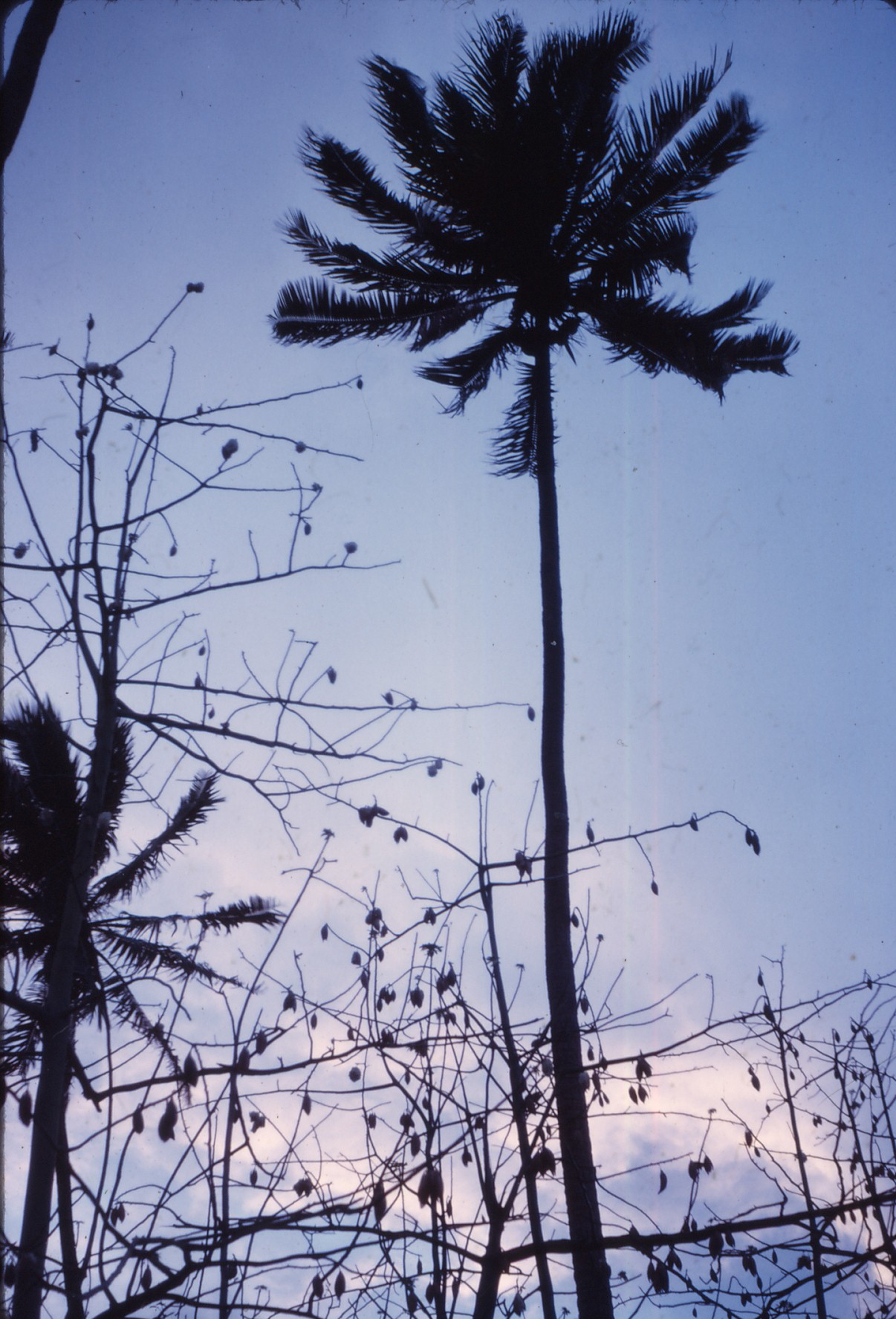
Vanilliers et cocotiers à Tahaa.

Malgré sa relative faible production, cette espèce se distingue par des caractéristiques très intéressantes. En effet, au contraire de l'espèce fragrans, cette vanille est indéhiscente, c'est-à-dire qu'elle ne s'ouvre pas à maturité. Elle reste charnue. Les producteurs peuvent donc la cueillir à maturité, quand elle est à son paroxysme de goût et d'arôme. La vanille « ordinaire », déhiscente, explose à maturité. On doit la cueillir avant qu'elle ne soit mûre, se privant d'une qualité et une intensité d'arôme.
Comme la vanille Bourbon, celle de Tahiti est exposée 2 à 3 heures par jour pendant de nombreuses semaines au soleil (1 à 3 mois). Les gousses sont ensuite enveloppées dans des draps en coton qui absorberont une partie de l'humidité. Les gousses, fermentées et séchées, commenceront à exhaler alors leur parfum très utilisé comme arôme dans de nombreuses recettes de desserts. Les gousses de vanille de Tahiti de qualité contiennent entre 40 % et 45 % d'eau contrairement aux vanilles Bourbon (34 à 38 % pour la meilleure qualité des vanilla planifolia : A1). La vanille de Tahiti doit être pollinisée par l'action de l'homme, comme sa concurrente.
Vanilla × tahitensis est principalement produite à Tahiti, en Papouasie Nouvelle-Guinée, Indonésie, Niue et îles Cook. Les gousses sont larges, épaisses, la robe ridée et la couleur marron foncé plus ou moins mate. Le taux de vanilline est également moins élevé (entre 0,7 et 1,8 % selon les sous variétés) que chez Vanilla planifolia. Son arôme particulier lui est conféré par les molécules anisées (faibles ou absentes chez V. planifolia). Son taux d'humidité est plus important que celui des vanilles 'Bourbon'. Sa texture et son arôme lui confèrent sa particularité. 
La vanille de Tahiti est parfois considérée comme la vanille de « luxe » car elle est rare et apparait chère. Fin décembre 2019, les prix de vente au grand public ont dépassé les 700 à 800 € le kilo. À qualité comparable, elle est meilleur marché que la vanille Bourbon de l'île de La Réunion : de l'ordre de 800 à 1 000 € le kilo. L'écart de prix est faible avec la vanille de qualité extra noire Bourbon de Madagascar (gousses dépassant les 20cm) qui se vend entre 500 et 600 € le kilo (les prix de la vanille de Madagascar sont toutefois attendus à la baisse pour le début 2021 car la production 2020 serait de l'ordre de 2000 tonnes et la crise sanitaire en cours à fortement réduit les commandes des professionnels de l'industrie agroalimentaire mondiale). En utilisation en pâtisserie, une demi gousse de Tahiti suffit pour obtenir les parfums et arômes vanillés par rapport à une gousse complète de vanille Bourbon de Madagascar[réf. nécessaire], ce qui, relativement à son pouvoir parfumant, peut rendre le prix de la vanille de Tahiti très compétitif pour les préparations culinaires.

## Molécules

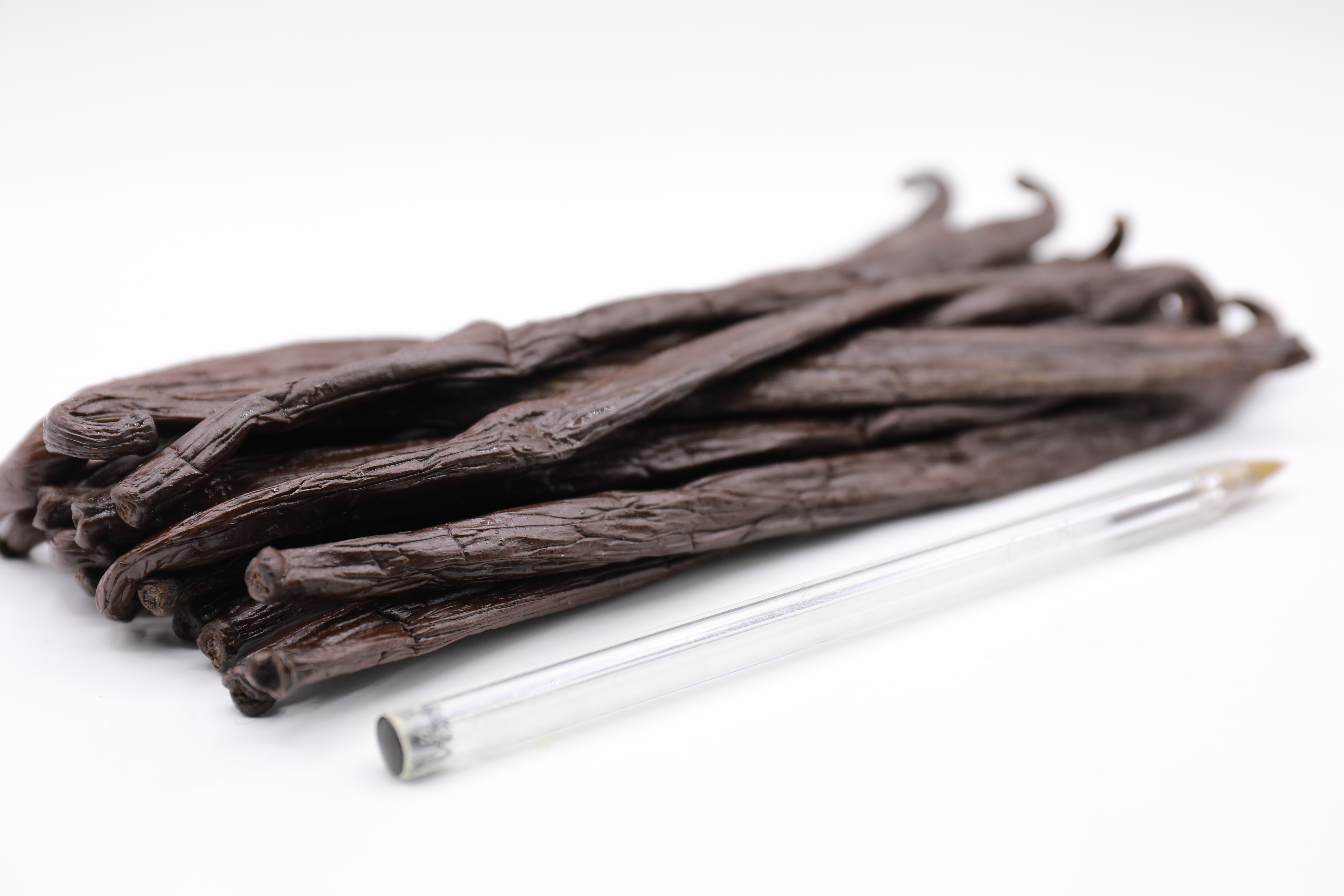
Vanille de Tahiti Grand Cru - Arnaud.

La vanille de Tahiti se distingue des autres vanilles par ses molécules anisées (alcool anisique, acide anisique, acétate d'anisyle entre autres); ces molécules étant absentes ou à l'état de trace dans les gousses de Vanilla planifolia.
L'acide parahydroxybenzoïque est présent en très forte proportion dans cette vanille. La vanilline est par contre en quantité beaucoup plus faible.
On parle souvent d'héliotropine pour caractériser l'arôme de la vanille de Tahiti. La molécule responsable de l'odeur d'héliotropine, le pipéronal n'est en fait présent qu'à l'état de traces aussi bien dans la vanille de Tahiti que dans les gousses de Vanilla planifolia. L'erreur viendrait de la technique d'analyse utilisée.